# Дюкор (Каліфорнія)
Дюкор (англ. Ducor) — переписна місцевість (CDP) в США, в окрузі Туларе штату Каліфорнія. Населення — 616 осіб (2020).

## Географія
Дюкор розташований за координатами 35°53′39″ пн. ш. 119°2′44″ зх. д. / 35.89417° пн. ш. 119.04556° зх. д. (35.894259, -119.045605).  За даними Бюро перепису населення США в 2010 році переписна місцевість мала площу 1,58 км², уся площа — суходіл.

## Демографія
Згідно з переписом 2010 року, у переписній місцевості мешкало 612 осіб у 142 домогосподарствах у складі 132 родин. Густота населення становила 387 осіб/км².  Було 154 помешкання (97/км²).
Расовий склад населення:
| - 41,0 % — білих - 3,3 % — азіатів - 2,5 % — корінних американців - 49,3 % — осіб інших рас |

До двох чи більше рас належало 3,9 %. Частка іспаномовних становила 82,0 % від усіх жителів.
За віковим діапазоном населення розподілялося таким чином: 32,7 % — особи молодші 18 років, 59,0 % — особи у віці 18—64 років, 8,3 % — особи у віці 65 років та старші. Медіана віку мешканця становила 27,6 року. На 100 осіб жіночої статі у переписній місцевості припадало 104,0 чоловіків;  на 100 жінок у віці від 18 років та старших — 113,5 чоловіків також старших 18 років.
Середній дохід на одне домашнє господарство  становив 38 767 доларів США (медіана — 29 313), а середній дохід на одну сім'ю — 37 725 доларів (медіана — 28 438). За межею бідності перебувало 43,7 % осіб, у тому числі 60,4 % дітей у віці до 18 років та 22,6 % осіб у віці 65 років та старших.
Цивільне працевлаштоване населення становило 234 особи. Основні галузі зайнятості: сільське господарство, лісництво, риболовля — 63,7 %, освіта, охорона здоров'я та соціальна допомога — 11,5 %, роздрібна торгівля — 8,1 %, транспорт — 6,8 %.